# GML
 Denne artikel bør gennemlæses af en person med fagkendskab for at sikre den faglige korrekthed.

GML (Game Maker Language) er et programmeringssprog (eller script) brugt i programmet Game Maker. Det har en syntaks meget lig andre programmeringssprog, såsom C, Java, Delphi m.m. Det er dog et enkelt sprog, da man f.eks. ikke skal initialisere variabler med en type.
GML kan også være en forkortelse for Geography Markup Language
Game Maker Language er meget frit, dvs. at det ikke behøves at blive formateret på en mere specifik måde. Dette script
```
if (x > 0 && image_index == 1) {direction = 90; sleep(1000);}
```

vil blive udført på samme måde som
```
if x > 0 and image_index = 1 then begin direction = 90; sleep(1000); end
```

De fleste funktioner i Game Maker, f.eks. avancerede tegnefunktioner, data-strukturere, 3d-grafik, m.m., kan kun benyttes gennem GML.

## Eksterne Henvisninger
- Game Maker documentation (eng) Arkiveret 8. september 2007 hos  Wayback Machine
- Game Maker's hjemmeside Arkiveret 13. september 2007 hos  Wayback Machine